# Сантос Торроэлья, Анхелес
А́нхелес Са́нтос Торроэ́лья, иногда — Анхелес Сантос (исп. Ángeles Santos Torroella; 7 ноября 1911, Портбоу — 3 октября 2013, Мадрид) — испанская (каталонская) художница.

## Биография
Старшая из девяти детей. Получила религиозное воспитание. С детства увлекалась рисованием. В 1927 семья переехала в Вальядолид, затем в Сан-Себастьян и Барселону. Анхелес брала частные уроки живописи. В 1929 участвовала в осеннем Салоне художников в Вальядолиде. Познакомилась с Лоркой, Хорхе Гильеном, Рамоном Гомесом де ла Серна, Х. Р. Хименесом (её словесный портрет-эссе Хименес включил в книгу Испанцы трех миров), позднее — с Висенте Уидобро, Сальвадором Дали. В 1931 персональная выставка художницы состоялась в Париже, также она участвовала в групповых выставках испанских художников в Копенгагене, Париже, Питтсбурге, Венеции и др. Подружилась с Норой Борхес, которая оставила её карандашный портрет (1936).
После гражданской войны жила в Мадриде, Барселоне, Париже и др. В последние жила в городе Посуэло-де-Аларкон, неподалёку от Мадрида. В 2000-е годы её выставки прошли в Мадриде, Барселоне, Вальядолиде, Бильбао.
Один из братьев — художник и художественный критик Рафаэль Сантос Торроэлья (1914—2002), муж — художник Эмилио Грау Сала (1911—1975).
Скончалась в Мадриде 3 октября 2013 года.

## Признание
Крест Святого Георгия от правительства Каталонии (2005).